# Megalopígids
Els megalopígids (Megalopygidae) són una família de lepidòpters glossats de la superfamília dels zigenoïdeus (Zygaenoidea).

## Característiques
Són arnes robustes cobertes amb una densa capa de pubescència, el seu color és, en general, marronós. L'aparell bucal de la majoria de les espècies és vestigial o simplement no està present; les larves causen urticària. Tal vegada el gènere més notori d'aquesta família és Megalopyge.

## Gèneres
- Aithorape
- Cephalocladia
- Coamorpha
- Edebessa
- Endobrachys
- Eochroma
- Hysterocladia
- Macara
- Malmella
- Megalopyge
- Mesoscia
- Microcladia
- Microrape
- Norape
- Norapella
- Podalia
- Proterocladia
- Psychagrapha
- Repnoa
- Thoscora
- Trosia
- Vescoa
- Zyzypyge